# فحص الجسيمات المغناطيسية

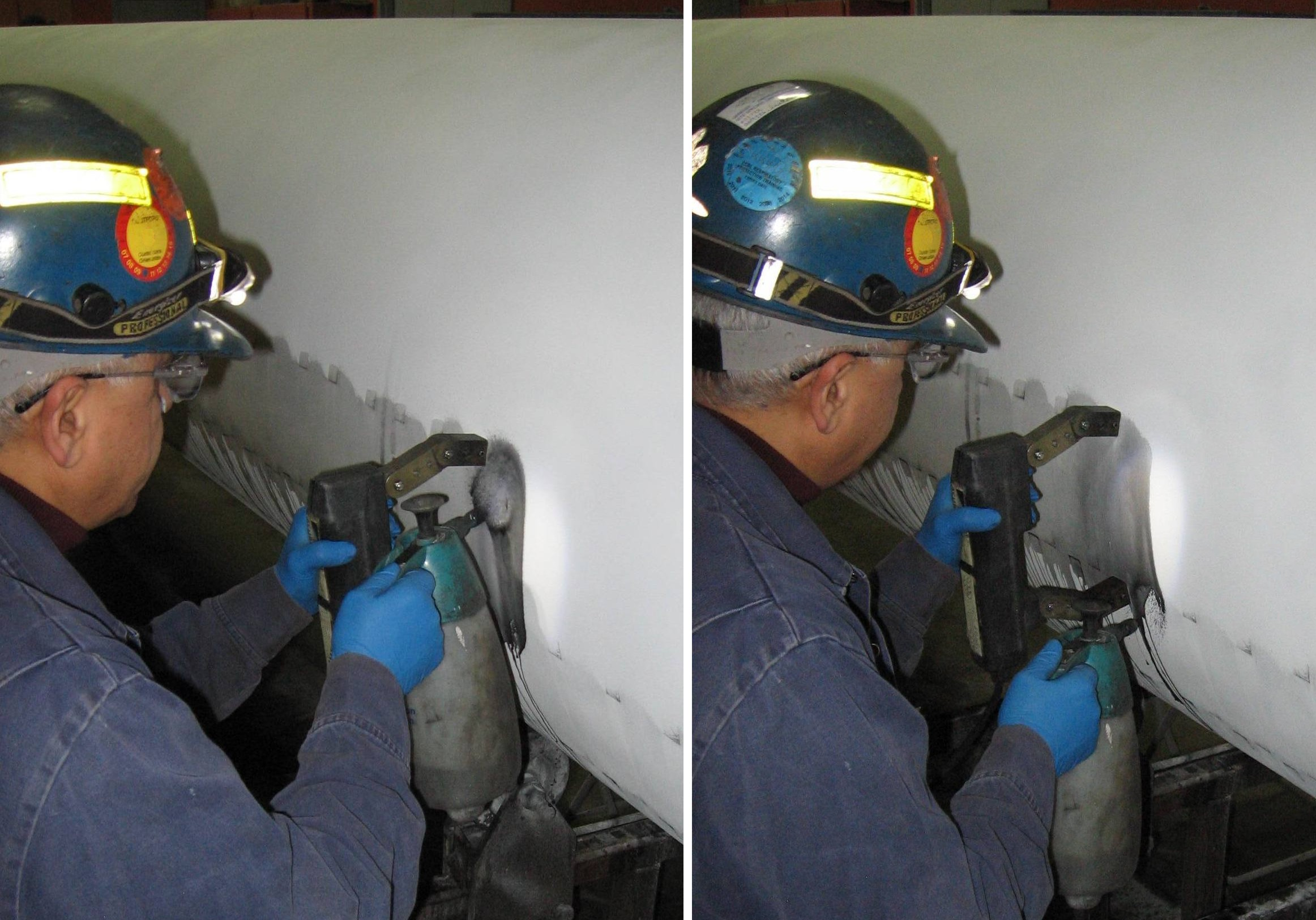
يقوم الفني أو رجل صيانة بإجراء فحص MPI على خط الأنابيب للتحقق من وجود تشققات تآكل إجهادي باستخدام ما يعرف بطريقة "الأسود على الأبيض". لا تظهر أي مؤشرات على التشققات في هذه الصورة؛ العلامات الوحيدة هي "آثار" نير المغناطيسي وعلامات التنقيط.

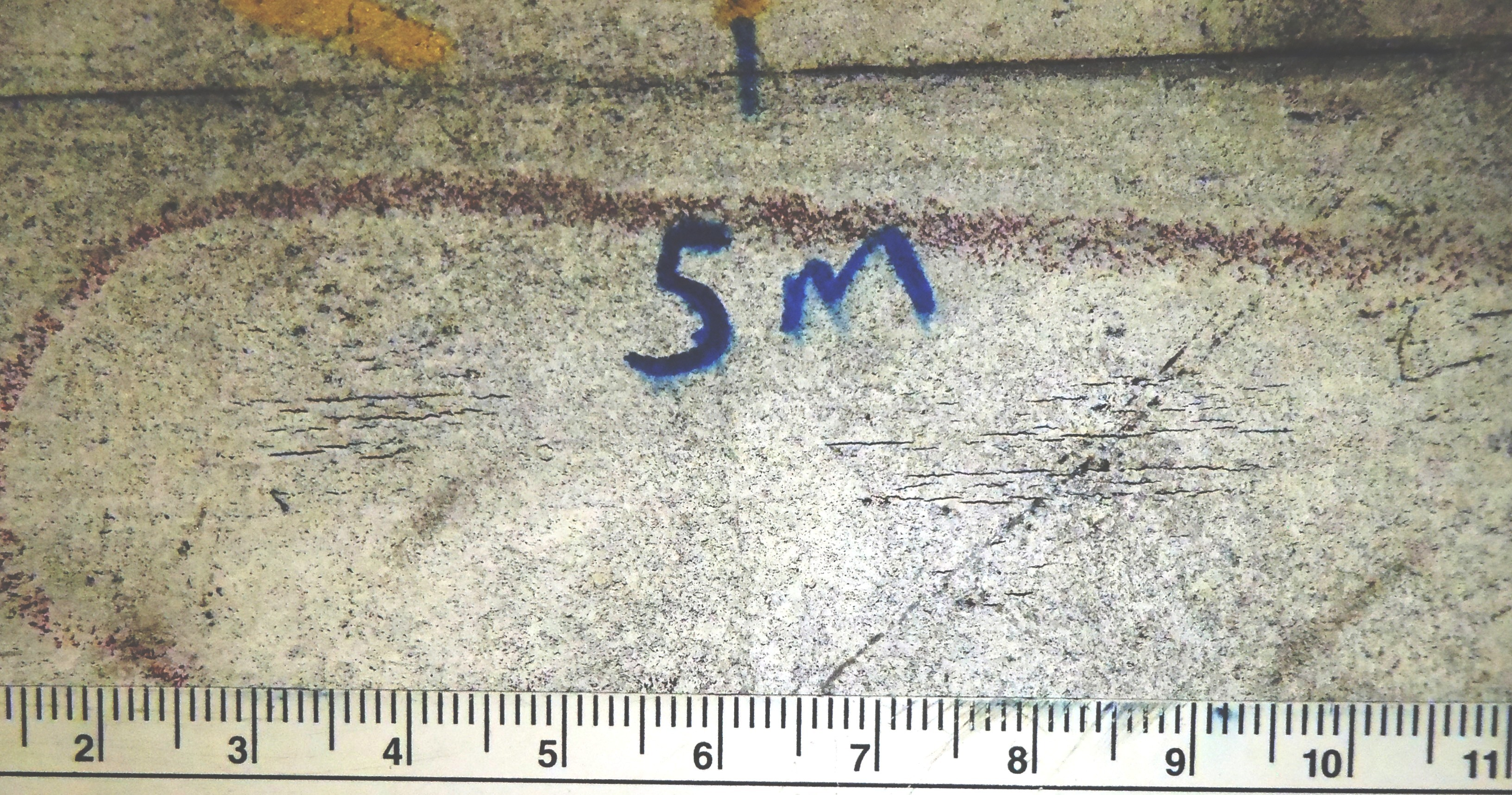
صورة مقربة لسطح خط أنابيب (مختلف) تظهر من خلاله مؤشرات على تشقق التآكل الإجهادي (مجموعتان من الخطوط السوداء الصغيرة) كشفت عنها MPI. يمكن اكتشاف الشقوق الصغيرة التي تكون في العادة غير مرئية و هذا بفضل الجسيمات المغناطيسية المتجمعة عند فتحات الشقوق. يتم ترقيم المقياس الموجود بالأسفل ب (سم)

فحص الجسيمات المغناطيسية ( MPI ) هي عملية اختبار غير مدمرة حيث يتم استعمال خاصية المجال المغناطيسي للكشف عن الشقوق السطح، وتحت السطح بعمق بسيط، في المواد المغناطيسية الحديدية . ومن بين الأمثلة التي تشملهاالمواد المغناطيسية الحديدية: الحديد والنيكل والكوبالت وبعض سبائكها . تضع هذه العملية الفحصية مجالًا مغناطيسيًا في الجزء. يمكن مغناطيسية القطعة عن طريق المغناطيسية المباشرة أو غير المباشرة. تحدث المغناطيسة المباشرة عندما يمر التيار الكهربائي عبر جسم تحت الاختبار ويتشكل مجال مغناطيسي في المادة. تكون خطوط القوة المغناطيسية عمودية على اتجاه التيار الكهربائي، والذي قد يكون إما تيارًا متناوبًا (AC) أو شكلًا من أشكال التيار المستمر (DC) (تيار متردد مصحح).

## للقراءة الإضافية
- "Liquid Penetrant and Magnetic Particle Testing at Level 2" (PDF) (PDF). International Atomic Energy Agency. 2000.